# Cinéclub
Cinéclub és una pel·lícula espanyola del 2009 en blanc i negre dirigida per Salomón Shang Ruiz sobre la base del guió fer per ell amb Lucia Balducci i Dolores Falkner. Es va rodar a la Sala Kaplan Casablanca del carrer Girona de Barcelona, que va haver de tancar per manca d'espectadors. Fou estrenada als Cinemes Casablanca, propietat del propi Shang, l'11 de desembre de 2009. Fou doblada al castellà i al català.

## Sinopsi
Una petita sala de cinema d'art i assaig va morit, i els seus habitants, el projeccionista, la taquillera, l'espectador… van tenyint-se d'anacronisme. Un dels escassos espectadors d'aquest petit cinema s'enamora de la taquillera, però no sent res per ell. La decadència d'aquesta relació és paral·lela a la de la sala de cinema que desapareix en el mes absolut silenci, sempre buida i sense cap futur ... o potser hi ha una sortida.

## Repartiment
- Tony Corvillo
- Matthieu Duret
- Clara Galí
- Ana García Vives
- Núria Prims
- Manuel Rudi
- Àngels Torrent

## Palmarès cinematogràfic
Premis Gaudí de 2010
| Categoria                                | Persona                                  | Resultat  |
| ---------------------------------------- | ---------------------------------------- | --------- |
| Millor pel·lícula en llengua no catalana | Millor pel·lícula en llengua no catalana | Nominada  |
| Millor direcció de producció             | Patricia Roda                            | Guanyador |
| Millor actor de repartiment              | Manuel Rudi                              | Nominat   |
| Millor fotografia                        | Salomón Shang Ruiz                       | Nominat   |